# Mars Surveyor

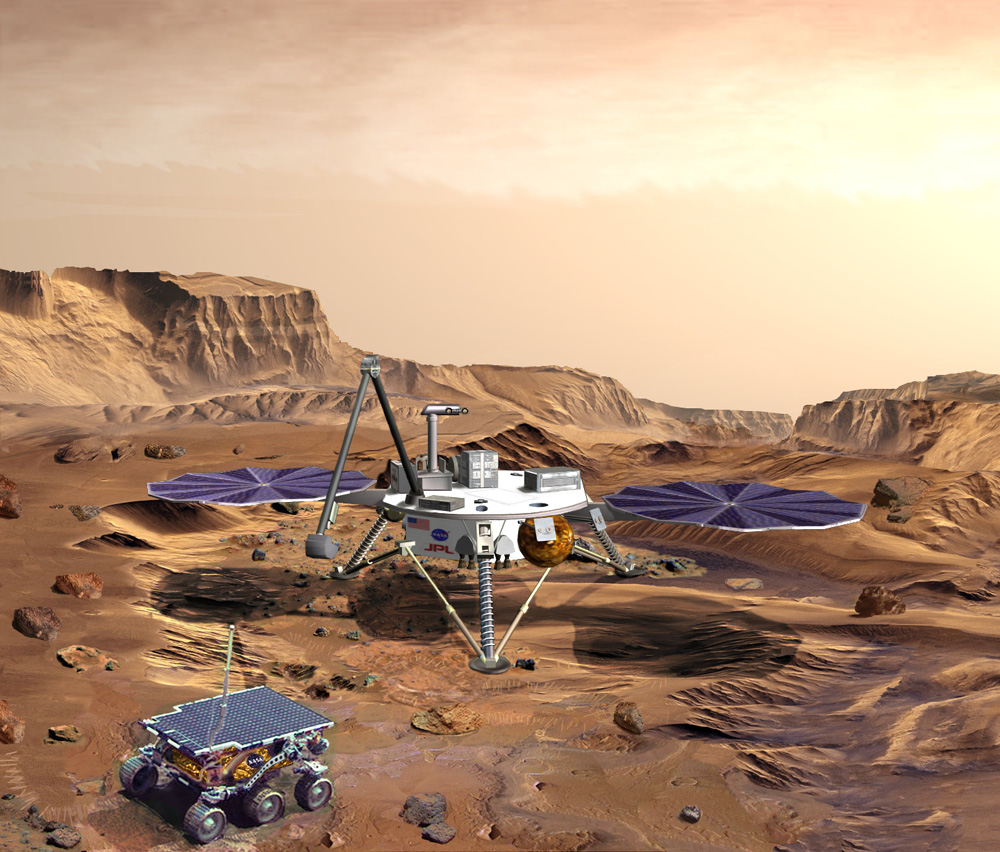
So hätte der Mars Surveyor 2001 Lander mit Rover aussehen sollen

Mars Surveyor ist der Name eines Mars-Forschungsprogramms der NASA. Der Mars Surveyor 1998 Orbiter, später Mars Climate Orbiter genannt, wurde auf eine Mars-Umlaufbahn von zu geringer Höhe geschossen und ging verloren. Die Ursache waren Umrechnungsfehler von SI-Einheiten auf amerikanische Einheiten. Die Sonde Mars Surveyor 1998 Lander, auch Mars Polar Lander genannt, erreichte ebenfalls den Mars, von ihr konnten aber nach Eintritt in die Mars-Atmosphäre keine Signale mehr empfangen werden.

## Mars Surveyor 2001
Das Programm Mars Surveyor 2001 sah zwei Nachfolgesonden vor. Der Mars Surveyor 2001 Lander mit einem Rover wurde teilweise gebaut, jedoch nicht gestartet. Der Mars Surveyor 2001 Orbiter, nun als 2001 Mars Odyssey bezeichnet, startete am 7. April 2001. Seit dem 19. Februar 2002 kartiert er erfolgreich die Marsoberfläche und diente den Mars-Rovern Spirit und Opportunity als Relaisstation  für die Funkverbindung zur Erde.
Später wurden Komponenten der teilweise fertiggebauten Landesonde Mars Surveyor 2001 Lander zum Einsatz in der Phoenix-Raumsonde verwendet, deren Start am 4. August 2007 erfolgte und ihre Mission am 10. November 2008 beendete.